# Robert Woodard
Robert Anthony Woodard II (Columbus, 22 settembre 1999) è un cestista statunitense.

## Carriera

### High school
Woodard è cresciuto giocando a basket e baseball, ma ha ristretto la sua attenzione al basket quando ha iniziato le superiori, in parte a causa della sua altezza eccezionale. Stava già ricevendo l'attenzione del college di Divisione I in terza media. Ha giocato a basket per la Columbus High School di Columbus, Mississippi. Al secondo anno, Woodard ha portato Columbus al suo primo titolo di stato Mississippi Classe 6A dopo aver segnato una media di 20,2 punti, 7,1 rimbalzi e 4 assist a partita.  Nella sua stagione da junior, aveva una media di 25,2 punti, 13,1 rimbalzi, 3,2 assist e 3 stoppate a partita ed è stato nominato Mississippi Gatorade Player of the Year . Da senior, Woodard ha vinto il suo secondo campionato statale di Classe 6A e si è ripetuto come Mississippi Gatorade Player of the Year.  Una recluta a quattro stelle e la prospettiva più quotata nel suo stato, si è impegnato a giocare a basket universitario per il Mississippi State su offerte da Alabama , Memphis e Ole Miss , tra gli altri.

### College
Come matricola, Woodard ha una media di 5,5 punti e 4,1 rimbalzi a partita in 17,4 minuti a partita. Ha iniziato una gara e ha sparato al 46 percento a canestro. Ha trascorso l'estate successiva lavorando al tiro e al sollevamento pesi.  Il 17 novembre 2019, Woodard ha stabilito i massimi della carriera con 21 punti e 16 rimbalzi in una vittoria per 82-59 su New Orleans .  Al secondo anno, Woodard aveva una media di 11,4 punti e 6,5 rimbalzi a partita.  Dopo la stagione, Woodard ha dichiarato per il draft NBA 2020 , con l'intenzione di rimanere nel draft.  Ha totalizzato 539 punti in carriera, 342 rimbalzi, 65 assist, 53 palle recuperate e 49 stoppate.

### NBA

#### Sacramento Kings (2020-)
Woodard è stato selezionato dai Memphis Grizzlies con la 40ª scelta nel Draft NBA 2020. Successivamente è stato ceduto insieme a una selezione al secondo turno del 2022 ai Sacramento Kings in cambio di Xavier Tillman. Il 1º dicembre 2020 ha firmato con i Kings.

## Statistiche

### College
| Anno      | Squadra      | PG | PT | MP   | TC%  | 3P%  | TL%  | RP  | AP  | PRP | SP  | PP   |
| --------- | ------------ | -- | -- | ---- | ---- | ---- | ---- | --- | --- | --- | --- | ---- |
| 2018-2019 | MSU Bulldogs | 34 | 1  | 17,5 | 46,8 | 27,3 | 58,0 | 4,1 | 0,7 | 0,5 | 0,5 | 5,5  |
| 2019-2020 | MSU Bulldogs | 31 | 31 | 33,1 | 49,5 | 42,9 | 64,1 | 6,5 | 1,3 | 1,1 | 1,0 | 11,4 |
| Carriera  | Carriera     | 65 | 32 | 24,9 | 48,5 | 36,8 | 61,7 | 5,3 | 1,0 | 0,8 | 0,8 | 8,3  |

### NBA

#### Regular Season
| Anno      | Squadra          | PG | PT | MP  | TC%  | 3P%  | TL%  | RP  | AP  | PRP | SP  | PP  |
| --------- | ---------------- | -- | -- | --- | ---- | ---- | ---- | --- | --- | --- | --- | --- |
| 2020-2021 | Sacramento Kings | 13 | 0  | 3,5 | 40,0 | 16,7 | 37,5 | 1,2 | 0,2 | 0,0 | 0,2 | 1,5 |
| 2021-2022 | Sacramento Kings | 12 | 0  | 3,5 | 12,5 | 25,0 | 100  | 0,9 | 0,3 | 0,1 | 0,1 | 0,6 |
| Carriera  | Carriera         | 25 | 0  | 3,5 | 27,8 | 20,0 | 50,0 | 1,1 | 0,2 | 0,0 | 0,2 | 1,1 |

### G League
| Anno      | Squadra        | PG | PT | MP   | TC%  | 3P%  | TL%  | RP   | AP  | PRP | SP  | PP   |
| --------- | -------------- | -- | -- | ---- | ---- | ---- | ---- | ---- | --- | --- | --- | ---- |
| 2020-2021 | Austin Spurs   | 12 | 6  | 31,2 | 41,5 | 21,3 | 68,6 | 11,0 | 2,1 | 1,4 | 0,6 | 16,8 |
| 2021-2022 | Stockton Kings | 10 | 10 | 27,4 | 42,5 | 28,6 | 64,7 | 7,8  | 1,5 | 1,1 | 0,4 | 13,3 |
| 2021-2022 | Oklahoma Blue  | 5  | 5  | 26,0 | 39,3 | 40,0 | 75,0 | 8,4  | 1,0 | 0,6 | 1,6 | 12,0 |
| 2021-2022 | Austin Spurs   | 10 | 7  | 28,1 | 40,3 | 28,1 | 66,7 | 7,6  | 1,6 | 0,8 | 1,1 | 12,8 |
| 2022-2023 | Oklahoma Blue  | 44 | 20 | 26,6 | 47,5 | 32,0 | 65,7 | 6,6  | 2,2 | 1,1 | 0,4 | 12,2 |
| Carriera  | Carriera       | 81 | 48 | 27,5 | 44,1 | 30,0 | 66,7 | 7,6  | 2,0 | 1,1 | 0,6 | 13,1 |